# Euconulus praticola
Euconulus praticola är en snäckart som först beskrevs av Johannes Theodor Reinhardt 1883.  Euconulus praticola ingår i släktet Euconulus, och familjen konsnäckor. Arten är reproducerande i Sverige.